# Elektron
Elektron (em Russo: электрон, "elétron"), também conhecido em fontes americanas pela grafia Electron, foi o primeiro programa soviético a lançar mais que um satélite ao mesmo tempo. Os satélites do programa foram lançados em pares idênticos, ambos em 1964. As quatro espaçonaves monitoravam ao mesmo tempo o primeiro e o segundo Cinturões de Van Allen, enviando de volta para a Terra um volume de dados considerável sobre a radiação espacial e as condições atmosféricas numa altitude de mais de 58.000 quilômetros. Atualmente dois dos quatro satélites lançados originalmente (Elektron 1 e 3) ainda estão em órbita, com os outros dois (Elektron 2 e 4) perdendo velocidade e reentrando na atmosfera terrestre. 

## História
Em 23 de junho de 1960, o "grande plano espacial" do engenheiro Sergei Korolev para os futuros empreendimentos espaciais da União Soviética foi aprovado pelo Comitê Central do Partido Comunista e pelo Conselho de Ministros da União Soviética. O plano incluía a liberação de orçamento para o desenvolvimento de missões científicas com o objetivo de mapear os Cinturões de Van Allen.
Por meio de dois decretos, um em 9 de maio de 1960 e outro em 13 de maio de 1961, ficou determinado que os satélites a serem lançados consistiriam em 2 pares idênticos, com os satélites em cada par sendo posicionados em órbitas diferentes: esse posicionamento permitia que tanto o primeiro quanto o segundo cinturão pudessem ser mapeados ao mesmo tempo. Os satélites iriam descrever orbitas com inclinações maiores (60 graus) do que aqueles lançados pelos Estados Unidos (30 graus), tomando como referência o Equador Terrestre. Cada par seria lançado por meio de um único foguete Vostok. 
OKB-1, a agência de designs de Korolev, começou os projetos em julho de 1960. Além do propósito de investigar os cinturões naturais de radiação do nosso planeta, os satélites foram projetados para estudar os cinturões artificiais de radiação produzidos por testes nucleares de elevada altitude, entretanto, a ratificação do Tratado de Interdição Parcial de Ensaios Nucleares em agosto de 1963 impediu a realização desses testes antes dos lançamentos dos satélites Elektron.

## Design das espaçonaves

### Elektron 1 e Elektron 3
Os satélites Elektron 1 e 3 foram projetados com uma massa de 350 kg e um diâmetro de 3,25 metros. Eles seriam colocados numa órbita excêntrica que mediria 425 km no seu ponto mais baixo e 6.000 km no seu ponto mais distante. Sua forma seria cilíndrica, possuindo seis painéis solares para geração de energia elétrica, painéis estes que juntos ocupavam uma área de 20 m².
Ambos os satélites levavam os mesmos equipamentos científicos: um espectômetro de massa de radiofrequência; contadores Geiger; detectores a cintilação e detectores semicondutores; um detector de micrometeoroides piezoelétrico; um receptor de ondas de rádio para o estudo do ruído cósmico e um radiofarol para estudos ionosféricos. A comunicação entre os satélites e o solo para a transmissão de telemetria e de comandos era efetuada através de quatro antenas. Os interiores dos satélites tinham sua temperatura regulada por meio de "gavetas térmicas" (do inglês: thermal louvers).
Entretanto, na hora do lançamento, ao contrário do que foi projetado, o satélite Elektron 1 possuía uma massa de 329 kg e o seu similar uma de 350 kg.

## Elektron 1 e Elektron 2
Em 30 de janeiro de 1964 a União Soviética colocou no espaço o primeiro par de satélites da série Elektron: Elektron 1 e Elektron 2. Eles foram lançados de Tyuratam por um foguete Vostok-K. Elektron 1 entrou em uma órbita com 61° de inclinação, a 406–7100 km de altitude e Elektron 2 foi posto em uma órbita mais excêntrica de 460-68,200 km, também com 61° de inclinação. O período orbital de Elektron 2 era oito vezes maior que o de Elektron 1.
Elektron 1 foi ejetado do estágio final (Bloco E) do veículo lançador enquanto ele ainda estava queimando. Os dois satélites transmitiam seus dados nas frequências de 19.343 m/c, 19.954 m/c, 20.005 m/c, 30.0075 m/c e 90.0225 m/c .
Elektron 1 tinha um formato cilíndrico, com 1.3 m de comprimento e 0,75 m de diâmetro, com seis suportes para painéis solares. Na base do satélite havia quatro antenas paralelas e na outra extremidade havia outras seis antenas.
Elektron 2 também era basicamente cilíndrico, com 2.4 m de comprimento e 1.8 m de diâmetro, mas a parte externa do corpo do satélite era coberta por células solares. Na base havia um painel solar e uma antena. Na outra extremidade do satélite havia uma segunda antena, menor, próxima de magnetômetros.
O lançamento do primeiro para de Elektrons foi planejado para coincidir com um mínimo na atividade solar.

## Elektron 3 e Elektron 4
O segundo para de satélites Elektron, Elektron 3 e Elektron 4, foram lançados em 10 de Julho de 1964, e eram virtualmente idênticos ao primeiro par. Os dois satélites foram colocados nos mesmos planos orbitais do par anterior, mas com uma defasagem de 180° entre Elektron 3 e Elektron 1 e de 180° entre Elektron 4 e Elektron 2. Talvez as operações para colocar os dois satélites em órbita não tenham sido tão perfeitas quanto foram para o primeiro par, pois o período orbital de Elektron 4 era 7.8 (e não 8.0) vezes maior do que o período orbital de Elektron 3.
Elektron 3 tinha o mesmo design de Elektron 1, porém com uma carga maior e Elektron 4 tinha o mesmo design de Elektron 2.
Até onde se sabe, não foram lançados outros satélites além desses dois pares.

## Propósitos do satélites Elektron
O propósito dos satélites do programa Elektron era:
- estudar os cinturões de radiação, internos e externos, ao redor da Terra.
- estudar partículas carregadas de baixa energia.
- medir a concentração de elétrons e íons positivos.
- estudar o campo magnético da Terra e sua relação com os cinturões de radiação.
- estudar a componente nuclear da radiação cósmica.
- estudar a radiação solar na faixa de ondas-curtas.
- estudar a propagação de ondas de rádio em diferentes comprimentos de onda.
- estudar a radiação oriunda da Galáxia.
- estudar a densidade de material meteorítico.

Enfim, a missão pretendia fornecer dados para um melhor entendimento sobre os cinturões de radiação que existem ao redor da Terra e sua relação com o campo magnético terrestre e com diferentes fontes de radiação e partículas carregadas, como o Sol e nossa própria galáxia.

## Dados sobre a missão
| Data de Lançamento    | Satélite       | Inclinação | Período | Perigeu | Apogeu | Massa |
|                       |                | (graus)    | (min)   | km      | km     | kg    |
| 30 de janeiro de 1964 | Elektron 1.... | 61.0       | 169     | 406     | 7,100  | 329   |
|                       | Elektron 2.... | 61.0       | 1,360   | 460     | 68,200 | 444   |
| 10 de julho de 1964   | Elektron 3.... | 60.5       | 168     | 405     | 7,040  | 350   |
|                       | Elektron 4.... | 60.5       | 1,314   | 459     | 66,236 | 444   |